# Camera 1408
Camera 1408 este un film  american din 2007, creat pentru genurile psihologic horror și bazat pe o scurtă povestire scrisă de Stephen King cu același nume. Filmul este regizat de suedezul Mikael Håfström, cel care a regizat anterior filmul horror Drowning Ghost. În film interpretează actorii John Cusack, Samuel L. Jackson și Mary McCormack. Premiera a avut loc în Statele Unite pe 22 iunie, deși inițial se anunțase data de 13 iulie (care cădea într-o zi de Vineri 13).

## Povestea
Mike Enslin (John Cusack) este un celebru scriitor de romane horror. Mike dorește să demonstreze că nu există paranormal, că nu există nimic după moarte și că nu există Dumnezeu. El a fost prin cele mai bântuite case și cimitire, dar nu a găsit nicio dovada a vieții de după moarte. În plimbările sale ajunge la hotelul Dolphin, unde se cazează la camera 1408 fără a ține cont de avertizările directorului hotelului (Samuel L. Jackson).

## Personaje
- John Cusack este Mike Enslin
- Samuel L. Jackson este Gerald Olin
- Mary McCormack este Lily Enslin
- Tony Shalhoub este Sam Farrell
- Len Cariou este tatăl lui Mike
- Jasmine Jessica Anthony este Katie Enslin
- Jules de Jongh (necreditat)
- Tom Kenny este Eddy (necreditat)
- Jeff Bennett este Ed (necreditat)
- Charlie Adler este Edd (necreditat)